# Ана Соколовић
Ана Соколовић (Београд, 1968) српска и канадска је композиторка класичне музике 20. и 21. века.

## Биографија
Ана Соколовић је завршила музичку школу „Коста Манојловић“ у Земуну. Дипломирала је композицију на Академији уметности у Новом Саду у класи професора Душана Радића. Постдипломске студије је похађала у Београду код професора Зорана Ерића, а такође и у Монтреалу од 1992. године, где је магистрирала композицију код професора Жозеа Еванжелисте. Од тада је и педагог, професор инструменталне композиције на Универзитету у Монтреалу, где је иницирала сарадњу са балетским и позоришним трупама.

## Најважнија дела
Ана Соколовић компонује дела у многим музичким облицима, од солистичких дела, преко камерних и концертантних, до композиција за велики оркестар. Такође компонује и за филм, а нарочито за позориште. Многа дела су инспирисана балканским мотивима. После светских премијера, прва опера „Поноћни двор” изведена је у Краљевској опери у Лондону 2006. године, а опера „Свадба“ у Београду 2012. године.
Ово је избор дела са званичног сајта композиторке:
- Успаванка (1987), два клавира
- (1999), камерни оркестар
- (2001 и 2012), виолина и клавир
- Оро (2001), гудачки квартет и оркестар
- Поноћни двор (2005), камерна опера
- (2006), клавирки трио
- Концерт за оркестар (2007)
- Свадба (2010), опера за 6 женских гласова
- Српски танго (2011), ансамбл са хармоником
- Увертира (2013), чланови оркестра (посвећено Београдској филхармонији)

## Признања
Делимични списак признања, према Друштву за савремену музику Квебека:
- Две награде националне радио и ТВ мреже Си-Би-Си за младе композиторе, 1999
- Награда Joseph S Stauffer Савета за уметност Канаде, 2005
- Награда Опус - композитор године, 2007
- Награда Jan V Matejcek Канадског савеза композитора SOCAN, 2008

Априла 2012. године Ана соколовић је проглашена „националним благом“ (Trésor national) провинције Квебек, трећи композитор коме је додељено ово признање у Народној скупштини у граду Квебек.
Године 2017. Ана Соколовић је номинована за најпознатију канадску музичку награду Џуно у категорији класичне композиције за дело .

## Дискографија
Албуми, непотпун списак према Дискогсу:
- , извођач Ensemble Transmission (2016)